# Рунски календар
Рунски календар је вечни календар који почива на 19-годишњем Метонском циклусу Месеца. Познат и као Рунски штап или Рунски Алманах, изгледа да је створен у средњовековној Шведској. Рунски календари су писани на пергаменту или урезивани у палице од дрвета, кости или рога, налик на рабош. Најстарији познати и једини из Средњег века, је палица из Ничепинга, за коју се верује да потиче из 13. века. Већина од неколико хиљада сачуваних су дрвени календари из 16. и 17. века. Током 18. века, рунски календари су имали ренесансу, тако да су око 1800. прављени од месинга у облику кутија за дуван. 
Типични рунски календар се састојао од неколико хоризонталних редова симбола, једна изнад друге. Посебни дани попут солстиција, еквинокса и прослава (укључујући хришћанске празнике и благдане) су били означени додатним редовима симбола.
Календар се не ослања на знање о дужини тропске године или на догађање преступних година. Био би постављан на почетку сваке године опажањем првог пуног Месеца после зимског солстиција (краткодневице). Овај први пун Месец је такође означавао дан Дистинг, пагански празник и сајамски дан. 

## Ознаке
На једној линији су биле изложене 52 седмице, тако што је првих седам руна Млађег Фударка понављано 52 пута. Руне које су одговарале сваком седмичном дану су се разликовале од године до године.
На другој линији, многи дани су означавани једним од 19 симбола којима је представљано 19 Златних бројева, година Метонског циклуса. У старим календарима, свака од 19 година у циклусу је била представљена руном; првих 16 је било (свих) 16 руна из Млађег Фударка, плус специјалне руне за преостале три године: Арлауг (Златни број 17), Твимадур (З. б. 18) и Белгтхор (З. б. 19). Млади Месец (младина) би пао на тај дан током те године циклуса. Нпр. у 18. години циклуса, младине би пале на све датуме означене Твимадуром, симболом за 18. годину. Каснији календари су користили Пентадске бројеве за вредности 1 - 19.

### Арлауг
Арлауг је посебна руна која се у рунском календару користи да представи златни број 17.

### Твимадур
Твимадур (tvímaður) је посебна руна којом се представља златни број 18.
Сличног облика је и „Вендехорн руна“ из германског мистицизма.

### Белгтхор
Белгтхор је посебна руна рунског календара којом се представља златни број 19.